# ТОЗ-106
ТОЗ-106 (МЦ 20-04) — российское компактное одноствольное гладкоствольное ружьё.
Ружьё предназначено для ведения любительской охоты на птиц и мелких животных на коротких дистанциях, а также для охраны домашних животных, посевов, стационарных хозяйственных объектов и перевозимых грузов.

## Конструкция
Разработано на базе ружья МЦ 20-01, от которого отличается укороченным стволом и складным металлическим прикладом. На прикладе установлен резиновый амортизатор.
Ствол запрессован в ствольную коробку и зафиксирован штифтом, канал ствола — без дульного сужения, т. н. «цилиндр». Затвор продольно-скользящего типа с поворотом при запирании на два боевых упора, расположенных в передней части стебля затвора.
Изначально комплектовалось только магазинами от МЦ-20-01 на два патрона, затем — магазинами на 4 патрона.
Стрельба возможна только с откинутым прикладом. Гарантированный ресурс — 2000 выстрелов.
Прицельная дальность полёта пули составляет до 50 метров, наилучшие результаты с пулей В. В. Полева.
Возможна установка т. н. полной ложи и использование пятизарядных магазинов.

## Варианты и модификации
- ТОЗ-106-01 — в октябре 2019 года в Москве на оружейной выставке «Arms & Hunting 2019» на стенде Тульского оружейного завода был представлен демонстрационный образец ружья ТОЗ-106М (модификация ТОЗ-106 с 310-мм стволом, магазином на 5 патронов, фурнитурой из пластмассы, установленной на ствольную коробку прицельной планкой Weaver и возможностью установки на ствол дульного тормоза-компенсатора). Малосерийное производство модели было запланировано начать в первом квартале 2020 года[6]. В апреле 2020 года заводом было объявлено о намерении начать производство этой модели под наименованием ТОЗ-106-01.

## Страны-эксплуатанты
- Молдова — сертифицировано в качестве гражданского охотничьего оружия[7].